# Нел Артур
Елен Левис Нел Херндон Артур (енгл. Ellen Lewis Nell Herndon Arthur; Калпепер, 30. август 1837 — 12. јануар 1880) била је жена 21. председника Сједињених Америчких Држава, Честера А. Артура. Нел је преминула од упале плућа, пре него што је њен муж изабран за потпредседника у новембру 1880. године и председника Сједињених Америчких Држава у септембру 1881. године, када је дошао на ту позицију уместо Џејмса А. Гарфилда, који је убијен.

## Младост
Елен Левис Хердндон Нел рођена је 30. августа 1837. године у Калпеперу, у Вирџинији. Њени родитељи били су Вилијам Левис Херндон († 1857) и Франциз Елизабет Хансбург († 1878). Њен отац је био поморски официр који је 1857. године освојио националну славу када је страдао на свом броду SS Central America заједно са посадом од 400 људи. То је била највећа несрећа забележена у поморском транспорту до тада. Херндон је евакуисао 152 лица са брода, жене и децу на други брод током тешког урагана, али његов брод није могао бити спашен. Нел је имала 20 година када је њен отац погинуо.

## Брак и породица
Нел и Честер А. Артур упознали су се 1856. године преко Нелиног рођака у Њујорку. Артур је запросио Нел у Саратога Спрингру у Њујорку, након кратког забављања.
Венчали су се 25. октобра 1859. године, када је Нел имала 22. године, а Честер 30. година, у Калварској цркви на Менхетну.
Артурови су били познати и по својим забавама које су често организовали у свом дому на Менхетну.
Нел и Честер А. Артур имали су два сина и ћерку :
- Вилијам Левис Херндон Артур (1860–1863)
- Честер Алан Артур II (1864–1937) - завршио је Универзитет Принстон 1885. године и наставио даље школовање на Факултету Колумбија у Њујорку. У својој 36. години живота, оженио је Миру Таунсед. Пар се раздвојио након 16 година брака и развели су се 1927. године. Године 1934, Честер је оженио Ровену Грејвс.
- Елен Хангсбург Хердон Артур (1871–1915) - Удала се за Чарлса Пинкертона и живела у Њујорку.

## Политичка каријера
Нелина познанства проширила су политичке контакте њеног мужа Честера. Они су од стране штампе често проглашавани за супер пар што је означавало двоје познатих личности подједнако способних, чије занимање јавности је огромно. Нел је преко својих познанства повезивала њеног мужа са елитним породицама Њујорка.

## Смрт
Нел се разболела у јануару 1880. године, а неколико дана касније, 12. јануара исте године преминула од упале плућа у 42. години живота. Сахрањена је на породичној парцели Артур, на гробљу у Олбани, Њујорк.